# Víctor Aguado
Víctor Aguado Soria fue un historietista e ilustrador español (Barcelona, 1898-1960).

## Biografía
Víctor Aguado trabajó como portadista de folletines e ilustrador de cuentos durante las décadas de los veinte y treinta. Cabe destacar su colaboración con Ediciones Iberia en la que ilustró diversas portadas durante los años 1926-1928. Ver el bog edicionesiberia.com
Tras la Guerra Civil, incursionó en la historieta, donde dejó una obra maestra, El Doctor Brande (1943). Todavía realizó algunos trabajos breves para "El Coyote" al final de la década.

## Obra
| Años | Título                           | Guionista | Tipo   | Publicación                              |
| ---- | -------------------------------- | --------- | ------ | ---------------------------------------- |
| 1943 | El Doctor Brande                 |           | Serial | Hispano Americana: Las Grandes Aventuras |
| 1943 | Tristan e Isolda                 |           | Serial | Editorial Araluce: Colección Araluce     |
| 194- | Duni                             |           | Serial | Monitor                                  |
| 1945 | Grandes Historias de la Juventud |           | Serial | Álvaro Pérez                             |